# Sridevi
Sridevi Kapoor, született Shree Amma Yanger Ayyapan (Sivakasi, 1963. augusztus 13. – Dubaj, Egyesült Arab Emírségek, 2018. február 24.) indiai színésznő.

## Filmjei
- Nam Naadu (1969)
- Badi Panthulu (1972)
- Jaise Ko Taisa (1973)
- Julie (1975)
- 16 Vayathinile (1977)
- Solva Sawan (1978)
- Himmatwala (1983)
- Justice Chowdhary (1983)
- Jaani Dost (1983)
- Kalakaar (1983)
- Sadma (1983)
- Akalmand (1984)
- Inquilaab (1984)
- Jaag Utha Insaan (1984)
- Naya Kadam (1984)
- Maqsad (1984)
- Tohfa (1984)
- Balidaan (1985)
- Masterji (1985)
- Sarfarosh (1985)
- Aakhree Raasta (1986)
- Bhagwan Dada (1986)
- Dharam Adhikari (1986)
- Ghar Sansar (1986)
- Nagina (1986)
- Karma (1986)
- Suhaagan (1986)
- Sultanat (1986)
- Aulaad (1987)
- Himmat Aur Mehnat (1987)
- Nazrana (1987)
- Majaal (1987)
- Joshilay (1987)
- Jawab Hum Denge (1987)
- Mr. India (1987)
- Watan Ke Rakhwale (1987)
- Sherni (1988)
- Ram Avtaar (1988)
- Waqt Ki Awaaz (1988)
- Sone Pe Suhagaa (1988)
- Chaalbaaz (1989)
- Chandni (1989)
- Guru (1989)
- Gair Kanooni (1989)
- Nigahein (1989)
- Banjaran (1991)
- Farishtay (1991)
- Pathar Ke Insaan (1991)
- Lamhe (1991)
- Khuda Gawah (1992)
- Heer Ranjha (1992)
- Chandra Mukhi (1993)
- Gumrah (1993)
- Gurudev (1993)
- Roop Ki Rani Choron Ka Raja (1993)
- Chaand Kaa Tukdaa (1994)
- Laadla (1994)
- Army (1996)
- Mr Bechara (1996)
- Judaai (1997)
- Kaun Sacha Kaun Jhootha (1997)
- Devaraagam (1999)
- Meri Biwi Ka Jawab Nahin (2004)
- Nyelves-lecke (English Vinglish) (2012)
- Mom (2017)